# Anna Plommer
Anna Maria Plommer, auch Anna Baar-Plommer, geb. Baar (* 2. Juli 1836 in Grinzing; † 4. Oktober 1890 in Wien), war eine österreichische Landschaftsmalerin.

## Leben
Anna Plommer wurde 1836 in Grinzing geboren, zu dieser Zeit eine eigenständige Gemeinde im Nordwesten Wiens. Ihre künstlerische Ausbildung erhielt sie in Wien bei dem Landschaftsmaler Anton Hansch.
Anschließend war Plommer als Landschaftsmalerin in Wien tätig, wobei sie ihre Motive insbesondere in der österreichischen Gebirgswelt fand. Sie malte Ölbilder und Aquarelle. Auch nach ihrer Heirat signierte sie ihre Werke teilweise noch mit „A. Baar“ oder „A. Baar-Plommer“. Sie beschickte Ausstellungen des Österreichischen Kunst-Vereins in Wien, des Salzburger Kunstvereins und des Bremer Kunstvereins. Von 1886 bis zu ihrem Tod war sie Mitglied des 1885 gegründeten Vereins der Schriftstellerinnen und Künstlerinnen Wien.
Als Malerin war Plommer vor allem in der Aristokratie beliebt. Sie unterrichtete auch Frauen aus dieser Gesellschaftsschicht.
Plommer wohnte in der Elisabethstraße 12 im 1. Bezirk. Sie starb 1890 im Alter von 54 Jahren in Wien.

## Werke (Auswahl)

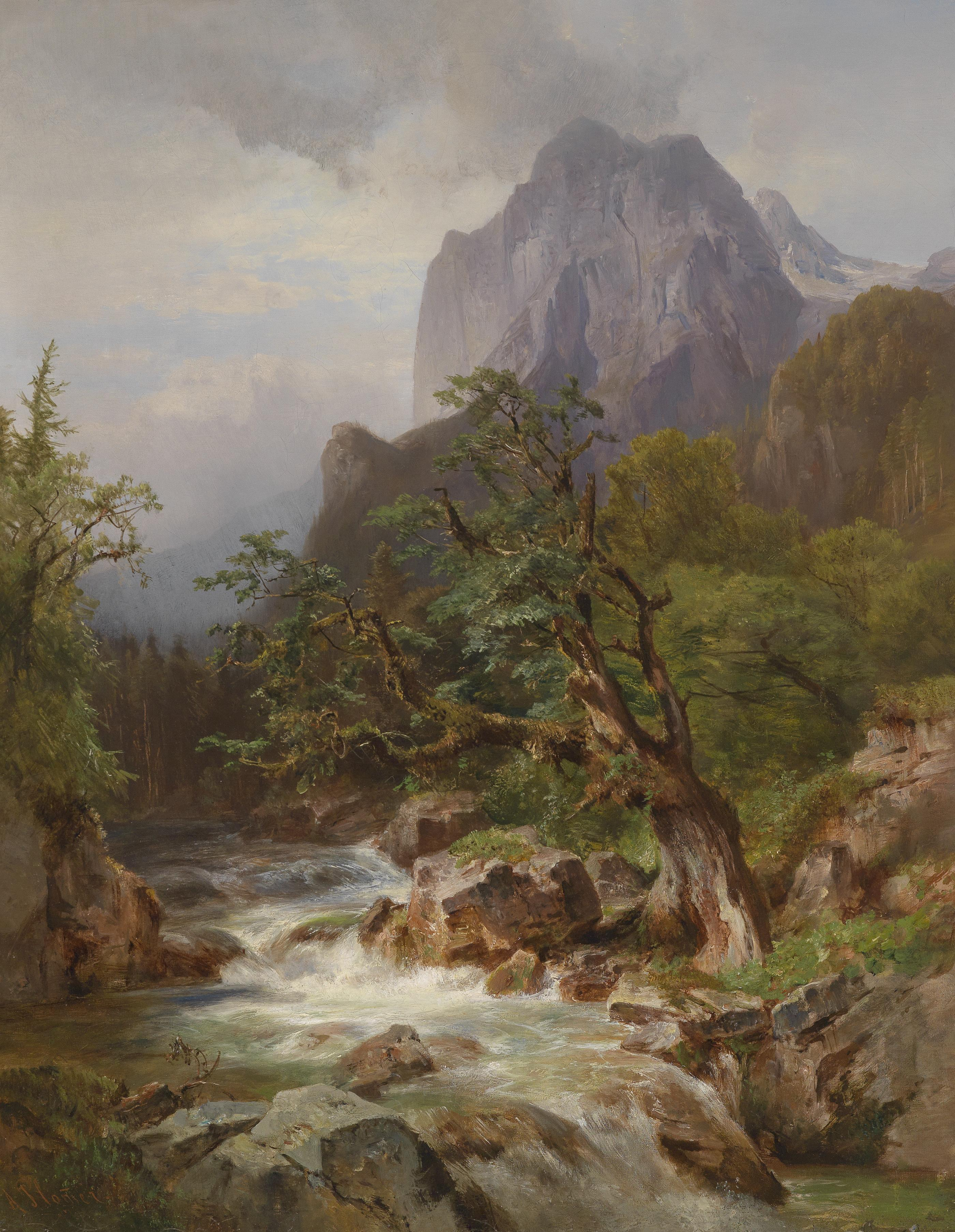
Waldpartie mit dem Hintersee in Baiern

- Der obere Langbath-See, Öl, 1868 Ausstellung Österreichischer Kunst-Verein[6]
- Am Vierwaldstättersee und Im Walde von Fontainebleau, Öl, 1872 Ausstellung Österreichischer Kunst-Verein[7]
- Der Hintersee mit dem Mühlsturzhorn, Öl, 1872 Ausstellung Österreichischer Kunst-Verein[8]
- Der Grossglockner bei Kals, Öl, 1873 Ausstellung Österreichischer Kunst-Verein[9]
- Der obere Fall in Gastein bei der Schreckbrücke, Öl, 1874 Ausstellung Österreichischer Kunst-Verein[10]
- Hintersee mit dem hohen Göll, 1874 Ausstellung Österreichischer Kunst-Verein[11]
- Die Hinteralpe mit der Schneealpe in Steiermark, Öl, 1875 Ausstellung Österreichischer Kunst-Verein[12]
- Waldweg im Anlaufthale, Straubinger Hütte in Gastein und Partie aus Gastein, Ölstudien, 1877 Ausstellung Salzburger Kunstverein[13]
- Der Dorfersee in der Glocknergruppe, Ölstudie, Papier, 31,2 × 41,5 cm, 1883 angekauft vom Kunsthistorischen Hofmuseum[14]
- Der Sonnblick mit der höchstgelegenen meteorologischen Station in Europa, Öl, 1886 Ausstellung Österreichischer Kunst-Verein[15]
- Torbogen einer Schlossruine/Blick durch den Kapelleneingang, 1886, Aquarell auf Papier
- Städtchen am Seeufer, 1889, Öl[2]
- Gebirgssee mit Glocknergruppe, Öl, 31,7 × 41,1 cm, Albertina[16]
- See in den Tiroler Alpen, signiert „A. Baar“
- Der hintere Gosausee, signiert
- Waldpartie mit dem Hintersee in Baiern, Öl auf Leinwand, 60 × 74 cm

## Ausstellungen (Auswahl)
- 1868, 1872, 1873, 1874, 1875, 1877, 1886: Österreichischer Kunst-Verein, Wien
- 1872, 1873, 1875, 1877, 1883: Salzburger Kunstverein
- 1872, 1876: Bremer Kunstverein